# Sarıyer GK
Sarıyer GK – turecki klub sportowy z siedzibą w Stambule. Najbardziej znaną sekcją klubu jest sekcja piłkarska.

## Historia
Sarıyer Gençlik Kulübü został założony w 1940 w dzielnicy Stambułu – Sarıyer. W 1963 zadebiutował w 2. Lig. W drugiej lidze klub występował przez sześć lat. 
Do 2. ligi Sarıyer powrócił w 1971 i występował w niej przez jedenaście lat. W 1982 klub po raz pierwszy w historii awansował do 1. Lig. W tureckiej ekstraklasie Sarıyer występował przez 12 lat. Trzykrotnie w tym czasie klub zajmował 4. miejsce w lidze. W 1992 Sarıyerspor osiągnął największy sukces w swojej historii zdobywając Balkans Cup, po pokonaniu w finale rumuńskiego Oțelulu Gałacz. 
Do pierwszej ligi klub powrócił do ekstraklasy na jeden sezon w 1996. W 2001 Sarıyerspor spadł do trzeciej ligi. W 2004 klub na jeden sezon powrócił na zaplecze ekstraklasy. Od 2005 Sarıyer GK występuje w 2. Lig.

## Sukcesy
- wicemistrzostwo 2. Lig: 1996.
- Balkans Cup: 1992.

## Sezony
- 13 sezonów w Süper Lig: 1982-1994, 1996-1997.
- 24 sezony w 1. Lig: 1963-1969, 1971-1982, 1994-1996, 1997-2001, 2004-2005.
- 11 sezonów w 2. Lig: 1969-1971, 2001-2004, 2005- .

## Znani piłkarze w klubie
| - Erdal Keser - Saffet Sancaklı - Cemil Turan - Selçuk Yula | - Gintaras Staučė - Ołeksandr Hajdasz - Iwan Wysznewski |

## Sezony wSüper Lig
| Sezon   | Uzyskane Miejsce |
| ------- | ---------------- |
| 1982-83 | 12               |
| 1983-84 | 12               |
| 1984-85 | 8                |
| 1985-86 | 4                |
| 1986-87 | 14               |
| 1987-88 | 9                |
| 1988-89 | 4                |
| 1989-90 | 5                |
| 1990-91 | 4                |
| 1991-92 | 7                |
| 1992-93 | 9                |
| 1993-94 | 16 (spadek)      |
| 1996-97 | 16 (spadek)      |